# Cosmia clausa
Cosmia clausa là một loài bướm đêm trong họ Noctuidae.